# إسحاق آدمسون
إسحاق آدمسون (بالإنجليزية: Isaac Adamson)‏ (1971، فورت كولنز في الولايات المتحدة)؛ كاتب وروائي أمريكي.